# Luciano Angeloni
Luciano Angeloni (* 2. Dezember 1917 in Imperia, Italien; † 9. Mai 1996) war ein römisch-katholischer Erzbischof und Diplomat des Heiligen Stuhls.

## Leben
Luciano Angeloni empfing am 18. August 1940 das Sakrament der Priesterweihe.
Am 24. Dezember 1970 ernannte ihn Papst Paul VI. zum Titularerzbischof von Vibo und bestellte ihn zum Apostolischen Pro-Nuntius in Malawi und Sambia. Der Präfekt der Kongregation für die Selig- und Heiligsprechungsprozesse, Paolo Kardinal Bertoli, spendete ihm am 7. Februar 1971 die Bischofsweihe; Mitkonsekratoren waren der Sekretär der Kongregation für die Evangelisierung der Völker, Kurienerzbischof Sergio Pignedoli, und der Bischof von Albenga, Alessandro Piazza. Am 25. November 1978 bestellte ihn Papst Johannes Paul II. zum Apostolischen Pro-Nuntius in Korea. Angeloni wurde am 21. August 1982 Apostolischer Nuntius im Libanon. Am 31. Juli 1989 wurde er zum Apostolischen Nuntius in Portugal ernannt.
Am 15. März 1993 nahm Papst Johannes Paul II. das von Luciano Angeloni aus Altersgründen vorgebrachte Rücktrittsgesuch an.